# Grundzüge der Mengenlehre
Grundzüge der Mengenlehre ist ein einflussreiches und oft zitiertes Buch der Mengenlehre und das Opus magnum von Felix Hausdorff.
Im Sommer 1912 begann er mit der Arbeit an dem Buch, welche in Greifswald vollendet wurde, wohin Hausdorff zum Sommersemester 1913 als Ordinarius berufen worden war. Es erschien im April 1914 und war die erste umfassende Einführung in die Mengenlehre. Neben Forschungsergebnissen und der systematischen Behandlung bekannter mengentheoretischer Aufgaben beinhaltet das Buch auch Kapitel über Maßtheorie und Topologie, die damals noch zur Mengenlehre gehörten.
Das Buch wurde mehrmals neuaufgelegt, unter anderem 1927, 1935 und 1965. Eine aktuelle Auflage von Grundzüge der Mengenlehre existiert vom Springer Verlag aus dem Jahre 2002.